# Lady Red
Lady Red (LADY RED?, Redī Reddo) è un manga di Akira Toriyama che consiste in più strisce a fumetti a tema erotico-demenziale, classificato come adult gag manga. Pubblicato su rivista nel 1987, è stato poi raccolto nel 2008 nel primo volume di Akira Toriyama - Menu à la Carte, edito in Italia nel 2012 da Star Comics.

## Trama
Lady Red è una giovane ragazza che si è licenziata dal lavoro per dedicarsi nella propria missione: cancellare il male dal mondo. Comportandosi come una supereroina, pattuglia le strade della città a bordo della propria automobile rossa per catturare eventuali criminali. Ogni volta però che tenta di rendersi utile, finisce per creare solo guai e arriva sempre a farsi deflorare da chiunque, criminali e non. Quando si rende conto che il più delle volte viene pagata per il suo "servizio", decide di cambiare obiettivo, diventando una "messaggera delle arti delle seduzioni", di fatto, una prostituta.